# Rüdiger Kunze
Rüdiger Kunze (født 2. september 1949 i Bautzen) er en tysk tidligere roer.

## Karriere

### Roning
Kunze kom med i SC Einheit Dresdens firer med styrmand, der vandt bronze ved de østtyske mesterskaber i 1970, sølv i 1971 og guld i 1975. Deres største bedrifter kom, da de vandt VM-guld i 1974 og VM-sølv året efter.
Ved OL 1976 i Montreal stillede DDR med Dresden-besætningen bestående af Kunze, Andreas Schulz, Walter Dießner, Ullrich Dießner samt styrmand Johannes Thomas i firer med styrmand, og de vandt deres indledende heat i ny olympisk rekordtid (og besejrede blandt andet de forsvarende olympiske mestre fra Vesttyskland). I semifinalen sejrede de også og forbedrede igen OL-rekorden, men denne overtog Sovjetunionen i det følgende heat. I finalen var det Sovjetunionen der var stærkest og vandt sikkert, mens østtyskerne sikrede sig sølv ved at holde vesttyskerne, der fik bronze, bag sig.

### Videre karriere
Kunze blev uddannet idrætslærer og rotræner. Efter den tyske genforening blev han underviser i socialvidenskab ved en handelsskole i Dresden.

## OL-medaljer
- 1976:  Sølv i firer med styrmand